# Catharina Elisabeth Heinecken
Catharina Elisabeth Heinecken (Lübeck, 1683 — Lützen, 5 de novembro de 1757) foi uma pintora de flores, artesã e alquimista alemã, bem como mãe de uma criança prodígio, Christian Heinrich Heineken.

## Família

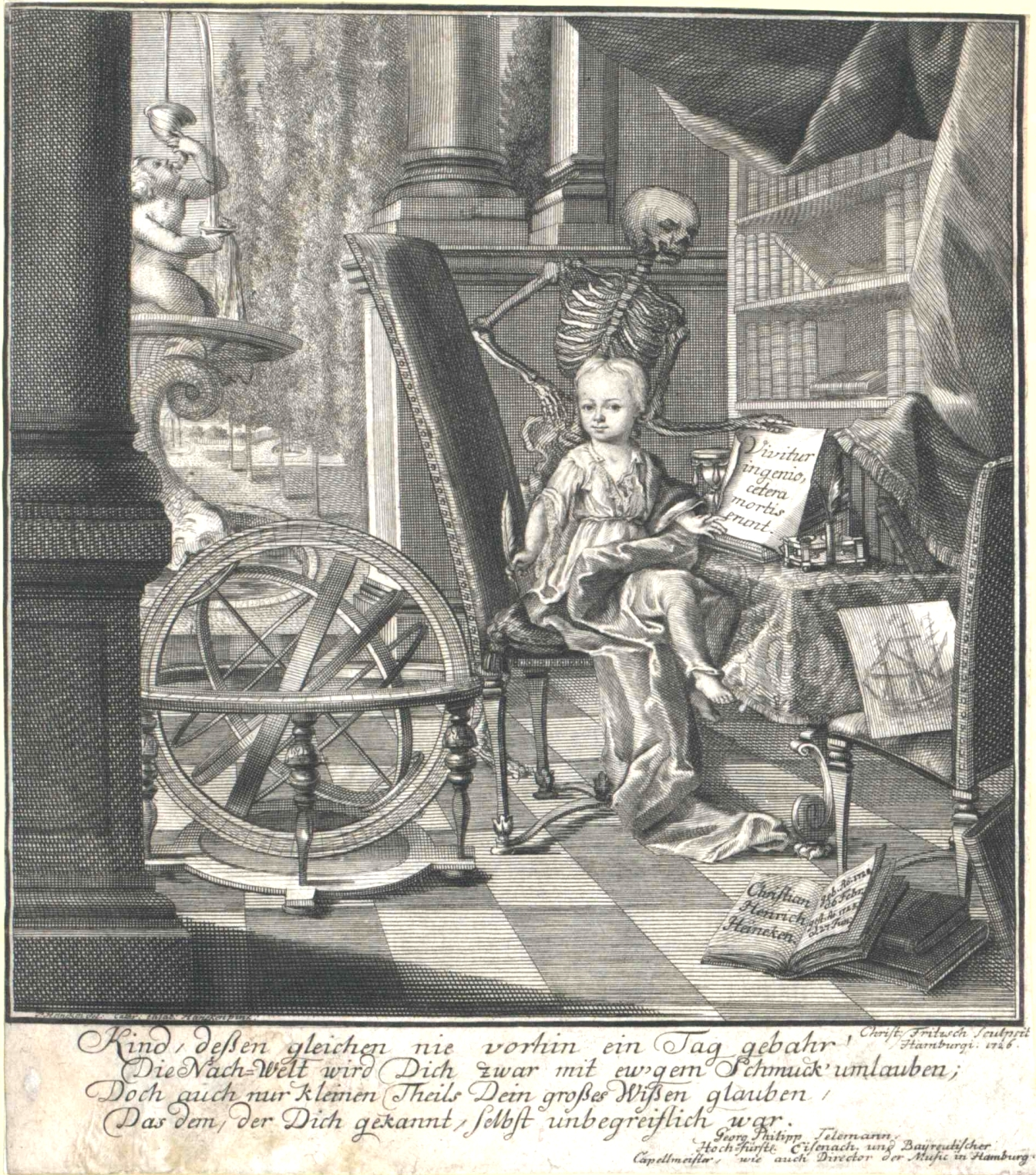
Christian Heinrich Heineken (1721–1725), gravado por Christian Fritzsch (1695–1769) após uma pintura de Catharina Elisabeth Heinecken

Nascida em Lübeck, era filha do pintor Franz Oesterreich e enteada de outro pintor, Karl Krieg. Ela casou-se com o pintor e arquitecto Paul Heinecken, e eles tiveram dois filhos: Carl Heinrich von Heineken, um historiador de arte e colecionador que mais tarde foi nomeado cavaleiro, e Christian Heinrich Heineken, uma criança prodígio conhecido como "o estudioso infantil de Lübeck" que só viveu quatro anos.
Heinecken pintou retratos e naturezas-mortas com flores e frutas, e fez coroas e guirlandas, que alugava para festas de casamento. O seu retrato do seu filho Christian Heinrich serviu de modelo para uma gravura de Christian Fritzsch que foi amplamente divulgada. Diz-se que ela estava profundamente interessada em alquimia e usou a sua fortuna para prosseguir estudos alquímicos. Ela faleceu em Lützen.
Acredita-se que um retrato de Heinecken pintado por Balthasar Denner tenha sido destruído durante a Segunda Guerra Mundial.
 